# Muzički informativni centar
Muzički informativni centar (skraćeno MIC)  je neprofitna organizacija čiji je cilj dokumentiranje i promidžba hrvatske glazbe u zemlji i u svijetu (skladatelji, interpreti, notne edicije, knjige o hrvatskoj glazbi na hrvatskom i stranim jezicima). MIC je 1971. godine u Zagrebu utemeljila grupa skladatelja i kulturnih djelatnika. Glavnu podršku djelatnosti MIC-a pružaju Ministarstvo kulture Republike Hrvatske i Ured za kulturu Grada Zagreba.
Od 1973. godine Muzički informativni centar djeluje u okviru Koncertne direkcije Zagreb. Rad MIC-a okrenut je ponajprije profesionalnim glazbenicima, a potom i svima koji trebaju informacije, notna izdanja ili bilo što drugo u vezi s hrvatskom glazbom. Voditelj Muzičkoga informativnoga centra je muzikolog Davor Merkaš.

## Aktivnosti
- tiskanje i distribucija notnih izdanja sa skladbama hrvatskih skladatelja, objavljivanje knjiga o hrvatskoj glazbi i glazbenicima, izdavanje nosača zvuka hrvatskih reproduktivnih umjetnika
- izrađivanje promotivnih materijala domaćim glazbenicima
- organizacija promotivnih aktivnosti vezanih uz djelatnost domaćih glazbenika (izložbe, koncerti, festivali i sl.)
- predstavljanje hrvatskih glazbenika i manifestacija na Internetu
- aktivno sudjelovanje u iznalaženju novih načina prezentacije hrvatske glazbe
- osustavljivanje zbirke neobjavljenih partitura hrvatske suvremene glazbe

## Projekti
- knjižna izdanja: zbornici, studije iz hrvatske glazbene kulture, prilozi za povijest hrvatske glazbe, monografije hrvatskih skladatelja
- serija MIC-ovih nosača zvuka hrvatskih reproduktivnih umjetnika
- notna izdanja: serije Répertoire, Zlatno doba hrvatske glazbe, Hereditas musicae, Projekt Dora Pejačević
- Internet: MICnet (usluga izvješćivanja o koncertima, glazbenim manifestacijama i događajima putem E-maila)
- Festival hrvatske glazbe u Beču

## Vanjske poveznice
- Službene mrežne stranice Muzičkog informativnog centra
- Festival hrvatske glazbe u Beču  Arhivirana inačica izvorne stranice od 19. kolovoza 2016. (Wayback Machine)
- Brochure on Croatian Music  Arhivirana inačica izvorne stranice od 2. travnja 2016. (Wayback Machine) (engl.)
- Repozitorij digitalizirane notne građe Muzičkog informativnog centra KDZ  Arhivirana inačica izvorne stranice od 29. lipnja 2016. (Wayback Machine)